# E85 (combustible)

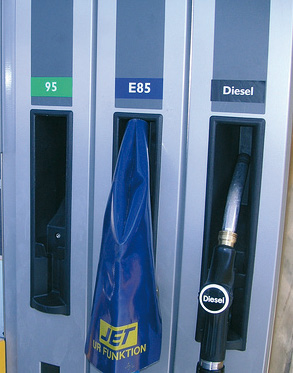
Dispensador d'E85.

L'E85 és una mescla d'un 15% de gasolina i un 85% d'etanol, encara que també es venen sota aquest segell mescles que van del 70 al 83% d'etanol mesclat amb gasolina.
Aquest hidrocarbur es comercialitza a Suècia i lentament s'està expandint la seva utilització als Estats Units, essencialment als estats del mitjà oest, ja que l'alcohol que usen per a la mescla prové de les panotxes de blat de moro. La canya de sucre és d'on s'obté l'alcohol al Brasil.

## E85 en els vehicles
Per usar-lo en els vehicles, cal fer-hi una sèrie de modificacions. A tall de comparació, per aconseguir aquesta compatibilitat el primer que es fa és eliminar tot material fet amb magnesi, alumini i goma del sistema d'injecció de combustible, ja que l'alcohol té un efecte corrosiu més alt.
Després cal modificar la bomba que injecta el combustible per una que sigui elèctricament conductiva (i no les que s'usen que no són conductives), l'estructura interna del motor s'usen components de revestiment especial per resistir el major desgast, el sistema injecció està preparat per injectar un 60% més de fuel, els conductes usats són d'acer inoxidable, i també el dipòsit de combustible i, en alguns casos, l'ús d'oli neutralitzador d'àcid.

## Història
El primer vehicle flexible que va vendre's als Estats Units va ser una variant del Ford Model T, destinada als grangers que podien crear el seu propi etanol. El 1927, el Ford Model A també era capaç de funcionar amb una mescla amb etanol; l'únic problema que tenien és que el conductor havia de calibrar el carburador per ajustar-lo a la mescla que tenia el cotxe.
Avui dia, tots els cotxes flexibles adapten automàticament el sistema d'injecció d'acord amb la mescla que detecten. Als Estats Units, són vehicles tot camí i camionetes lleugeres les que equipen aquests motors (també alguns vehicles tipus sedan), perquè les CAFE (Corporate Average Fuel Economy) són més benvolents amb els motors flexibles.

## Producció
Hi ha molts tipus d'etanol i varia en funció de quin material s'usa. Als Estats Units, l'etanol fabricat prové del blat de moro, i al Brasil en canvi, prové de la canya de sucre.
Amb el blat de moro, el que es fa és mesclar-lo amb aigua i bullir-lo; després s'hi afegeix un enzyme per convertir la mescla en sucres, abans d'introduir-li yeast perquè fermenti. El resultat és un líquid anomenat "beer" que té una puresa d'un 10% d'alcohol. Després es fa la destil·lació on s'extreu l'alcohol d'aquesta mescla.
Es critica que s'obtingui del blat de moro perquè el cost per produir etanol d'aquesta és molt elevat i a efectes mediambientals no és gaire eficient, en concret, 1.74 dòlars per galó contra els 0.95 dòlars que costa obtenir 1 galó de petroli.
En canvi, l'etanol té l'avantatge de què la canya de sucre absorbeix la mateixa quantitat de diòxid de carboni de l'atmosfera que emet quan és destil·lada per l'obtenció de l'alcohol. I no sols aquest avantatge, sinó que del residu de la destil·lació se processa per obtenir energia elèctrica (cosa que el blat de moro no ofereix).
Per aquest motiu, la canya de sucre dona fins a 8 cops més d'energia que la que s'usa en el seu procés de producció contra l'1,1 a 1,7 cops més d'energia que se necessita per obtenir etanol.

## E85versusgasolina
La gasolina convencional té un octanatge que oscil·la entre els 85-98. En canvi, l'E85 té un octanatge de 105, que és major. Però l'E85 té menys joules d'energia, i això fa que l'etanol es consumeixi més aviat que la gasolina, amb la contrapartida de què els motors amb etanol gasten més que amb gasolina.
El departament d'energia dels Estats Units afirmen que se necessita 1,4 galons d'E85 per cada galó de gasolina, dit d'una altra manera: L'E85 només té un 72% de l'energia que té la gasolina.
| Tipus de combustible | MJ/L | MJ/kg | Joule           | Índex d'octà (RON) |
| -------------------- | ---- | ----- | --------------- | ------------------ |
| Gasolina Regular     | 34,8 | 44,4  | 120.261-120.946 | Min 91             |
| E85                  | 23,5 | 31,1  | 86.217-86.708   | 105                |

.
A tall d'exemple, tenint en compte el Chevrolet Impala, on s'aprecia com passa d'un consum mitjà de 24 mpg a 19 mpg. Això representa una reducció substancial de l'economia del vehicle quan s'utilitza l'E85.

## Països on es distribueix

### Brasil
Brasil ha estat i és un dels majors mercats de vehicles flexibles per la caiguda de vendes de vehicles (94% el 1984 a menys d'1% el 2000) degut a la collita del 1989 que va deixar molts conductors sense fuel per fer anar els seus cotxes.
Fabricants com Volkswagen han cessat la producció de motors de gasolina al Brasil, oferint tota la gamma mecànica únicament amb motors flexibles degut a la gran demanda d'aquests motors.

### Estats Units
La indústria de l'etanol està tenint un creixement molt important als Estats Units, ja que els seus principals defensors d'aquest combustible defensen que l'E85 ajuda a reduir la dependència dels Estats Units que té amb altres països que li subministren petroli, a part que l'alcohol és produït de les panotxes del blat de moro, un dels principals conreus d'aquest país, en plantes d'etanol que se construeixen als Estats Units.
Cal tenir en compte que la "energy bill" dels EUA requereix que per l'any 2012 es produeixin 7,5 bilions de galons d'etanol; una quantitat petita si es compara amb els aproximadament 140 bilions de galons de fuel que EUA va comprar pel 2005.

### Europa
La implementació del E85 està força endarrerida a Europa. França espera per finals de 2007 la instal·lació de 600 gasolineres on serveixin E85, que passaran a ser-ne 1500 a l'any 2008. A Suècia s'espera que pel 2009 el 60% de gasolineres sueques distribueixin E85.
La Unió Europea ha proposat que s'usin un 10% de biocombustibles en el transport per l'any 2020.

## Fabricants que ofereixen vehicles amb motors flexibles
- Ford (Flexifuel)
- General Motors (Flexfuel)
- Volkswagen (Total Flex)
- Fiat (Flex)
- Chrysler
- Dodge
- Nissan
- Mercedes Benz
- PSA
- Honda
- Koenigsegg.